# Dubai Tennis Championships 2004
Dubai Duty Free Men's and Women's Tennis Championships 2004 — тенісний турнір, що проходив на відкритих кортах з твердим покриттям Aviation Club Tennis Centre в Дубаї (ОАЕ). Належав до серії International Gold в рамках Туру ATP 2004, а також до серії Tier II в рамках Туру WTA 2004. Чоловічий турнір тривав з 1 до 7 березня 2004 року, а жіночий - з 23 до 28 лютого 2004 року.

## Фінальна частина

### Одиночний розряд, чоловіки
Роджер Федерер —  Фелісіано Лопес 4–6, 6–1, 6–2
- Для Федерера це був 2-й титул за сезон і 19-й - за кар'єру.

### Одиночний розряд, жінки
Жустін Енен-Арденн —  Світлана Кузнецова 7–6(7–3), 6–3
- Для Енен-Арденн це був 3-й титул за сезон і 19-й — за кар'єру.

### Парний розряд, чоловіки
Магеш Бгупаті /  Фабріс Санторо —  Йонас Бйоркман /  Леандер Паес 6–2, 4–6, 6–4
- Для Бгупаті це був 2-й титул за сезон і 33-й - за кар'єру. Для Санторо це був 3-й титул за сезон і 18-й - за кар'єру.

### Парний розряд, жінки
Жанетта Гусарова /  Кончіта Мартінес —  Світлана Кузнецова /  Олена Лиховцева 6–0, 1–6, 6–3
- Для Гусарової це був 1-й титул за рік і 16-й — за кар'єру. Для Мартінес це був єдиний титул за сезон і 43-й — за кар'єру.